# York (Canadá Superior)

York foi a cidade de Toronto, Ontário, entre 1793 e 1834.

## História
A cidade foi fundada em 1793 pelo Governador John Graves Simcoe, no local de um antigo povoamento chamado Toronto. Ele acreditava que esta seria uma excelente localização para a capital do Canadá Superior, que na ocasião encontrava-se em Newark (atual Niagara-on-the-Lake), uma vez que o novo local seria menos vulnerável aos ataques pelos estado-unidenses. Ele mudou o nome da localidade para York para homenagear Frederick, Duque de York e Albany, segundo filho de Jorge III. York tornou-se a capital do Canadá Superior em 1 de fevereiro de 1796.

## Guerra
York foi atacada pelas forças estado-unidenses durante a Guerra de 1812, pilhada, e parcialmente incendiada em 27 de abril de 1813.  (Para mais detalhes, veja Batalha de York.)

## Fim de York
Em 6 de março de 1834, York foi incorporada a Cidade de Toronto. O primeiro prefeito de Toronto foi William Lyon Mackenzie. Porém, Toronto foi parte da divisão regional do Condado de York do final do século XVIII até a criação da Municipalidade da Região Metropolitana de Toronto em 1954. Depois de 1954, o Condado de York foi a área norte da Steeles Avenue e mais tarde renomeada para Regional de York em 1971.

## Legado do nome "York"
O nome York continua em Toronto. Muitos bairros ou grandes distritos da Cidade de Toronto ainda usam os nomes das antigas municipalidades todos ligados direta ou indiretamente a original Cidade de York:
- A township, depois borough, depois Cidade de North York
- A township, depois borough, depois Cidade de York
- A township, depois borough de East York
- A vila de Yorkville

Além de:
- Universidade York, em North York
- O Hotel Fairmont Royal York, no centro da cidade
- "Muddy York", um apelido para a cidade
- Royal York Road e estação de metrô, em Etobicoke
- York Mills Road e  estação de metrô, em North York
- Yorkdale centro de compras e estação de metrô, em North York
- North York Centre estação de metrô, em North York
- York Street, no centro da cidade
- Antigo Forte York, a antiga guarnição da cidade, atualmente um sítio histórico

Fora da cidade de Toronto, as principais rodovias e auto-estradas das cidades vizinhas que dirigem-se para Toronto ainda trazem o nome 'York,' tais como a Highway 7 em Guelph, chamada York Road dentro dos limites da cidade.